# Флаг Киренского района
Флаг муниципального образования Ки́ренский район Иркутской области Российской Федерации — опознавательно-правовой знак, служащий официальным символом муниципального образования.
Флаг утверждён 25 июня 2008 года и внесён в Государственный геральдический регистр Российской Федерации с присвоением регистрационного номера 4274.

## Описание
«Прямоугольное зелёное полотнище с отношением ширины к длине 2:3, несущее изображение фигур герба района: чёрного соболя над жёлтым штурвалом с голубой звездой (розой ветров) посередине, воспроизведённых поверх границ белых полос (каждая из трёх шириной в 1/4 ширины полотнища), симметрично расходящихся от середины полотнища к верхнему краю и нижним углам».

## Обоснование символики
История Киренского района и его центра города Киренска неразрывно связана с освоением Сибири и Дальнего Востока. Через эти земли проходили на восток и север такие знаменитые первопроходцы и исследователи Сибири и Севера как Ерофей Хабаров, Иван Черский, Владимир Обручев и многие другие. Все это на флаге района символически отражено звездой «Розой ветров». Символика этой звезды многозначна:
— символ открытия новых земель, романтики путешествий;
— символ надежды, устремлённости в будущее;
— символ настойчивости в достижении цели.
Эта символика усиливается ещё одним элементом флага — штурвалом, символом дальних дорог, символом мужества, упорства, отваги.
Зелёное полотнище флага символизирует многочисленные леса, раскинувшиеся на территории района и обеспечивающие работой многих жителей таёжного края. Чёрный соболь символизирует не только богатую фауну тайги. Как писал дореволюционный исследователь Сибири и Дальнего Востока Н. Г. Матюнин «Соболь в истории покорения Сибири должен занять первое место … Как в Америке золото, так здесь соболь порождает ужасающие страсти и тянет казачьи отряды все дальше и дальше вглубь страны». С момента покорения Сибири первыми русскими землепроходцами соболь отождествлялся не только с данью, которую платили местные народы, но и самой Сибирью, с её природными богатствами, охотой на пушного зверя, непроходимой тайгой.
Белый (серебряный) вилообразный крест символически отражает:
— впадение реки Киренга в Лену, на пересечении которых и расположен центр Киренского района;
— транспортные магистрали, проходящие по территории района: водные, автомобильные и воздушные;
— лесные просеки, пересекающие зелёные массивы сибирской тайги.
Зелёный цвет символизирует весну, здоровье, природу, надежду.
Белый цвет (серебро) — символ чистоты, открытости, божественной мудрости, примирения.
Голубой цвет (лазурь) — символ возвышенных устремлений, искренности, преданности, возрождения.
Жёлтый цвет (золото) — символ высшей ценности, величия, великодушия, богатства, урожая.
Чёрный цвет символизирует благоразумие, мудрость, скромность, чёткость.